# 4726 Federer
4726 Federer је астероид главног астероидног појаса чија средња удаљеност од Сунца износи 2,735 астрономских јединица (АЈ).
Апсолутна магнитуда астероида је 12,8.